# MM Park France
Koordinaten: 48° 39′ 57,1″ N, 7° 48′ 30,9″ O
Das Museum MM Park France (Musée Militaire Park France) ist ein privates Militärtechnisches Museum in La Wantzenau, Elsass, Frankreich, mit Ausstellungsschwerpunkt Zweiter Weltkrieg, verfügt über eine der größten Sammlungen von Militärfahrzeugen dieser Epoche in Europa. Die speziell für das Museum errichteten Räumlichkeiten unterteilen sich über zwei Etagen und über die Ausstellung hinaus können Besucher einige Aktivitäten im Museum wahrnehmen.

## Ausstellung
Das Museum enthält die Fahrzeug-, Waffen- und Uniformensammlung des Gründers und Leiters, Éric Kauffmann, die eine der größten in Europa ist, sowie die thematische Sammlung Sussex 1944 von Dominique Soulier, die sich früher im Musée du Pays de la Zorn in Hochfelden befand.
Im Erlebnisbereich gibt es zwei Flugsimulatoren, eine Hindernis-Parcour (wie für die militärische Ausbildung), einen Schießstand und ein Bällebad.

## Geschichte des Museums

### Eröffnung
Der MM Park France wurde am 1. März 2017 für das Publikum eröffnet, mehr als sieben Jahre nach dem Start der Projektplanung durch Éric Kauffmann. Dieser hatte das bereits existierende Gebäude im Jahr 2010 erworben, um die Sammlung seines Vaters, der die Originalfahrzeuge auch zur Verwendung in Filmproduktionen zur Verfügung stellte, an einem Platz zusammenzubringen. Éric Kauffmann reiste viel, geschäftlich und privat, um beispielsweise aus Russland einen historischen sowjetischen Panzer mitzubringen.

## Raumaufteilung
Der MM Park France ist mit 7000 Quadratmetern eines der größten Militärmuseen Europas. Ebenerdig befinden sich zwei große Ausstellungshallen mit den Fahrzeugen, ein Freizeitpark und ein Restaurant. Im Obergeschoss befinden sich die Waffen- und Uniformenausstellungen und der Raum der Sammlung Sussex 1944. Weitere Räumlichkeiten, wie der „Salle Koenig“, stehen zur Verfügung, die für geschäftliche oder private Veranstaltungen angemietet werden können.

### Ausstellungen

#### Fahrzeuge

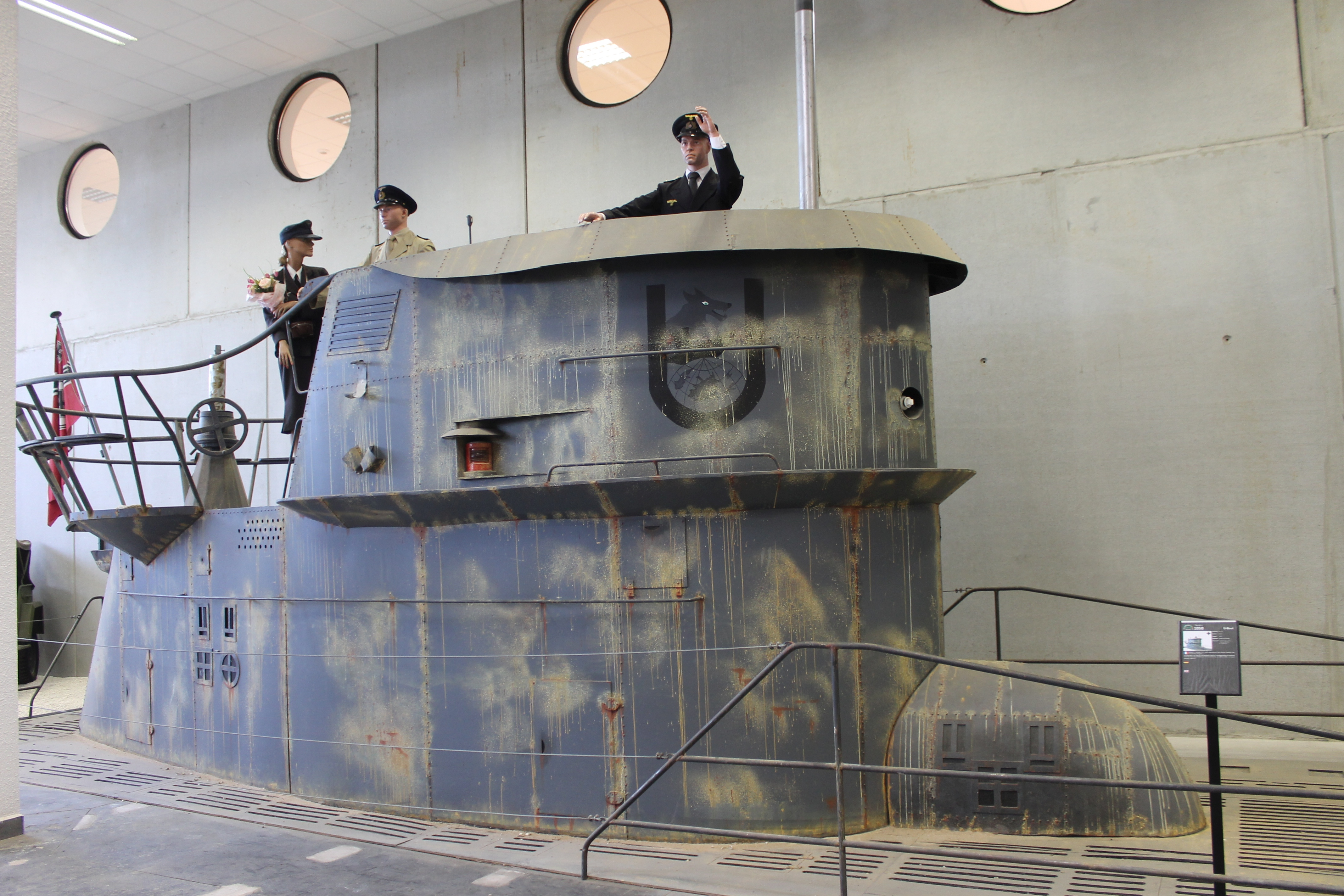
U-Boot-Turm mit Ausguck (rekonstruiert)

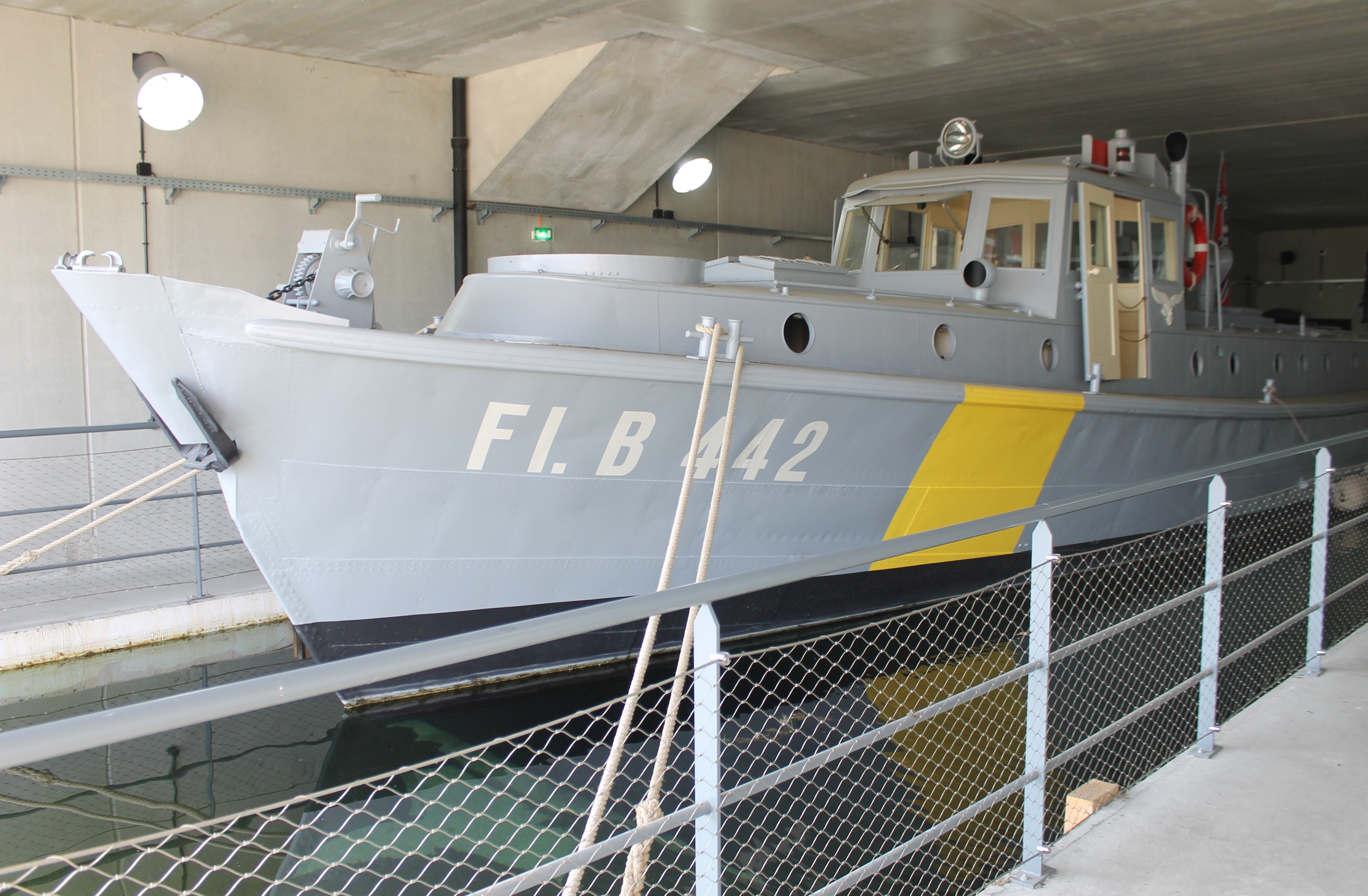
Flugbetriebsboot der Luftwaffe an einem nachgebauten Liegeplatz

Das Museum verfügt über mehr als 120 Fahrzeuge und Geräte, ein Schulungsflugzeug, einen rekonstruierten U-Boot-Turm und ein Flugbetriebsboot der Luftwaffe des Dritten Reichs von 20 Metern Länge, das im „Becken der Basis der Kriegsmarine“ (Nachgebau) besichtigt werden kann. Das Museum verfügt über eigene Restaurierungswerkstätten mit drei Mitarbeitern.
Die Zuordnung nach Ländern bezieht sich auf den Einsatz, nicht auf den Herstellungsort.
- Belgien
  - Latil M2TL6 (Nutzfahrzeug)

- Deutsches Reich

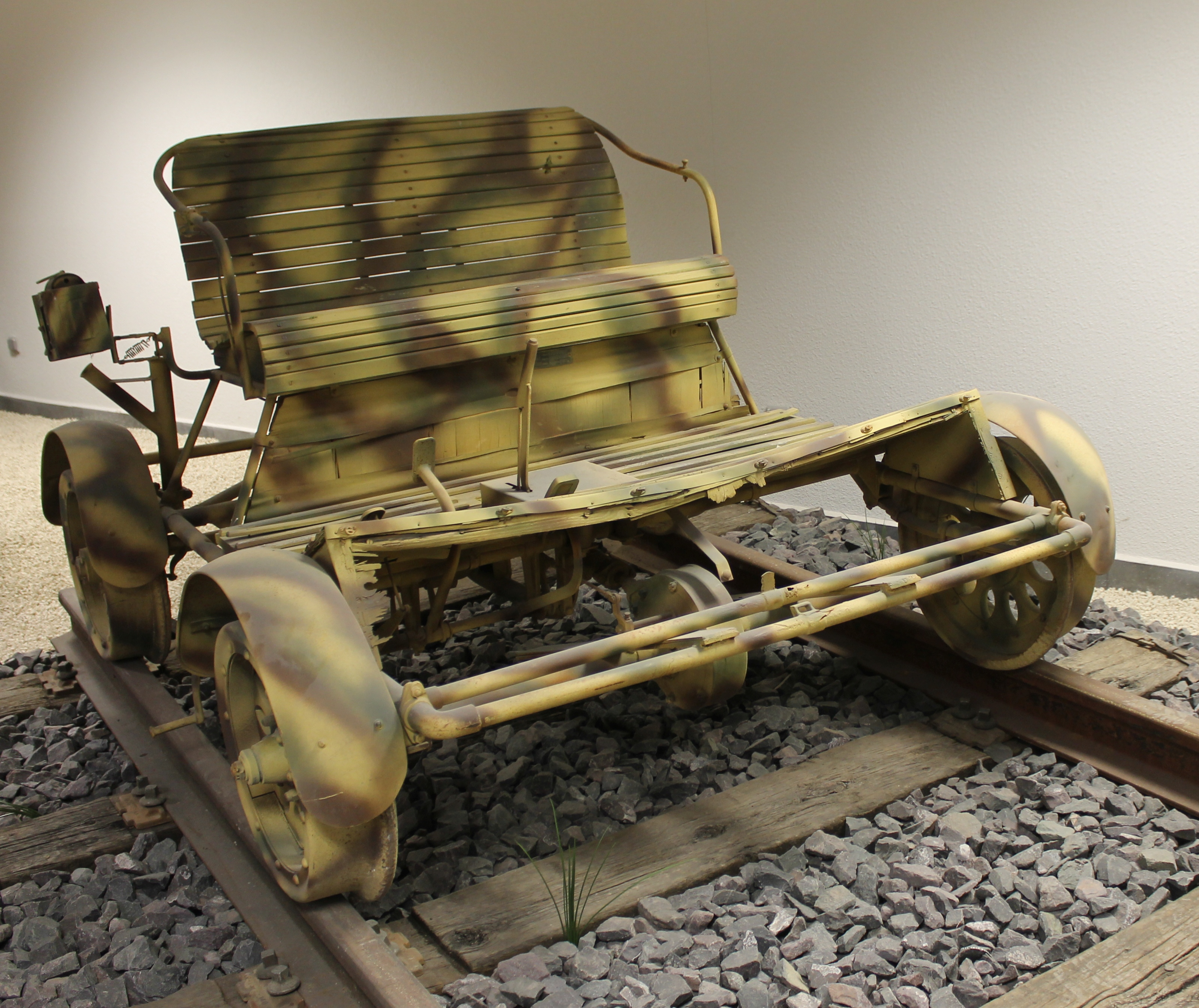
Eisenbahn-Draisine mit Tarnbemalung

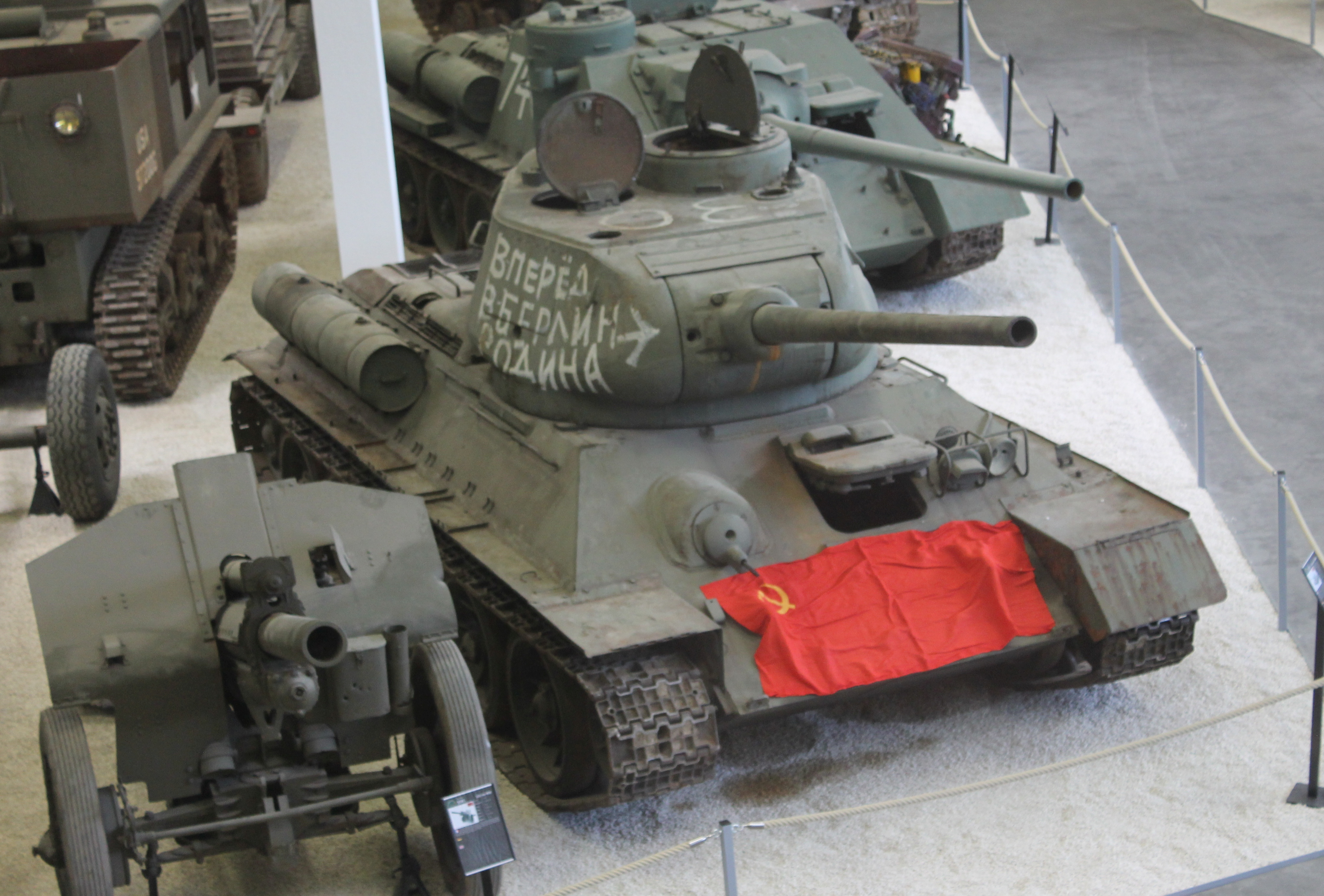
Aus der Neva geborgener russischer T-34/85-Panzer

  - Tempo A400 (dreirädriges Fahrzeug)
  - Zündapp KS 600 (schweres Motorrad)
  - BMW R 12 (schweres Motorrad)
  - Stoewer Typ 40 (Geländewagen)
  - Volkswagen Kübelwagen (Typ 82) (leichtes Militärfahrzeug)
  - Opel Blitz 1 T. (leichter, schneller Lastwagen)
  - Peugeot DMA (leichter Lastwagen)
  - Phänomen Funkwagen (Lastwagen)
  - Lastwagenanhänger (undatiert)
  - FH 18 (leichte Feldhaubitze)
  - sFH 18 (schwere Feldhaubitze)
  - Raketenwerfer 43 („Puppchen“;[5] Panzerabwehrkanone)
  - Nebelwerfer 41 (sechsrohriger Nebelwerfer)
  - PaK 36 (Panzerabwehrkanone)
  - PaK 38 (Panzerabwehrkanone)
  - PaK 40 (Panzerabwehrkanone)
  - Flak-Sw 34 (Flugabwehrscheinwerfer, 150 cm Ø)
  - Flak 38 (Flugabwehrkanone, 20 mm) mit Stromaggregat
  - Flakvierling 38 (Flugabwehrkanone mit vier Rohren)
  - Kettenkrad Sd.Kfz. 2 (Kettenkraftrad, Halbkettenfahrzeug)
  - Sd.Kfz. 8 (schwerer Zugkraftwagen, 12 t; Halbkettenfahrzeug)
  - Sd.Kfz. 11 (leichter Zugkraftwagen, 3 t; Halbkettenfahrzeug)
  - Sd.Kfz. 3B Ford V3000 Maultier (Halbkettenfahrzeug)
  - Raupenschlepper Ost (leichter Raupenschlepper) mit separatem Motor Steyr V8
  - Raupenschlepper Ost 2 (leichter Raupenschlepper)
  - Mercedes-Benz L1500A (Transportlastwagen der leichten Truppen) mit separatem Motor Mercedes-Benz M 159
  - Dieselelektrische Räderfräse (DEP, Schneeräummaschine)
  - Schützenpanzerwagen Sd.Kfz. 251 Ausf. C (Halbkettenfahrzeug) mit separatem Motor Maybach HL 42
  - Unic P107 (Unic Kegresse; leichter Schützenpanzerwagen, Selbstfahrlafette)
  - Jagdpanzer 38 (leichter Jagdpanzer) mit separatem Motor Praga AE
  - Hotchkiss H-39f (leichter Panzer)
  - Sd.Kfz. 304 Springer (Sprengpanzer der deutschen Wehrmacht)
  - Sd.Kfz. 302 Goliath (Ketten-Sprengladungsträger)
  - Eisenbahn-Draisine für militärische Anwendungen
  - Pferdewagen für militärische Anwendungen
  - Ringstand „Tobruk“-Bunker
  - Reproduktion eines U-Boot-Turms mit Ausguck (Typ VII)

- Frankreich
  - René Gillet G1 (Geländemotorrad)
  - Terrot 500 RDA (Motorrad mit Beiwagen)
  - Citroën Traction 11 CV BL (Kraftwagen, Symbol der Résistance)
  - Laffly W15T (Geländewagen)
  - Laffly V15T (Zugmaschine)
  - Unic TU1 (beladbare Zugmaschine für die Artillerie)
  - Chenillette Renault UE (gepanzertes Kettenfahrzeug, Zugmaschine für die Artillerie)
  - Citroën Kégresse P17 (Halbkettenfahrzeug, Zugmaschine für die Artillerie)
  - Lorraine 37L (gepanzertes Kettenfahrzeug für Munitions- und Treibstofftransporter)
  - Peugeot DK5J (kleiner Lastwagen)
  - Citroën Typ U23 (Lastwagen)
  - Canon APX 47 mm (Panzerabwehrkanone)
  - Renault Char B1 Bis (schwerer Panzer)

- Großbritannien
  - Austin K2 mit Anhänger (Wasserpumpe)
  - Aircraft Fueller TB P505 Mk V (Treibstofftransporter)
  - Morris Car Mk II (leichtes, gepanzertes Aufklärungsfahrzeug)[6]
  - Humber Mk IV (leichtes, gepanzertes Aufklärungsfahrzeug)
  - Daimler Armoured Car Mk II (gepanzertes, bewaffnetes Verbindungsfahrzeug)
  - Daimler Dingo Mk II (gepanzertes Aufklärungsfahrzeug)
  - Standard Beaverette Mk IV (leichtes, gepanzertes Aufklärungsfahrzeug)
  - Ordnance QF 25-pounder Mk II (Feldhaubitze)
  - Comet (schwerer Panzer)
  - Churchill (schwerer Panzer)
  - Valentine V (schwerer Panzer)

- Italien
  - Pavesi (Artillerie-Traktor)
  - Moto Guzzi Motocarro Typ U (schweres Lastenmotorrad)
  - SPA CL39 (leichter Lastwagen)
  - Fiat 626 (Militärlastwagen)
  - Breda Modell 35 (Flugabwehrkanone)
  - Autoblindo AB41 (Spähpanzer)

- Kanada
  - Sexton (Selbstfahrlafette)
  - GM Otter Mk I (gepanzertes Aufklärungsfahrzeug)
  - GM Fox AC MK I (gepanzertes Aufklärungsfahrzeug)
  - GM C15TA (gepanzerter Lastwagen)
  - CMP Ford 60S (Lastwagen)
  - Harley-Davidson WLC (Motorrad)

- UdSSR
  - 152-mm-Kanonenhaubitze M1937 (ML-20) (schweres Artilleriegeschütz)
  - 76-mm-Divisionskanone Modell 1936 (F-22) (mobile Feldkanone)
  - GAZ-67B (Mehrzweckfahrzeug)
  - ISU-152 (schweres Kettenpanzerfahrzeug)
  - T-34/85 (mittleres Kettenpanzerfahrzeug)
  - SU-100 (Jagdpanzer)

- Vereinigte Staaten von Amerika
  - Dodge WC57 Command Car (leichtes Aufklärungsfahrzeug)
  - M8 Greyhound (leichtes, gepanzertes Fahrzeug)
  - GMC DUKW 353 (Amphibienfahrzeug für die Truppenlandung) mit separatem Motor GMC 270
  - LVT4 Alligator (Amphibienfahrzeug)
  - M5 High-Speed Tractor (Artillerietraktor) mit separatem Motor Continental R-6572
  - M29 Weasel (ungepanzertes Vollkettentransportfahrzeug)
  - Universal Carrier T16 (multifunktionelles Militärfahrzeug)
  - Half-track M3 (gepanzertes Fahrzeug für den Truppentransport)
  - Half-track M3A1 (gepanzertes Fahrzeug für den Truppentransport)
  - Half-track M16 (Flakpanzer)
  - 155 mm Gun M1A1 (mobile Feldhaubitze)
  - Howitzer 105 mm M2A1 (mobile Feldhaubitze)
  - M7 Priest (Panzerhaubitze)
  - M19 Gun Motor Carriage (leichter Panzer)
  - M24 Chaffee (leichter Panzer)
  - M5A1 Stuart (leichter Panzer)
  - M22 Locust (leichter, lufttransportfähiger Kampfpanzer) mit separatem Motor Lycoming O-435T
  - M4 Sherman A2 (mittelschwerer Panzer) mit separatem Motor Continental R-975C
  - M26 Pershing (schwerer Panzer) mit separatem Motor Ford GAF
  - „Le Souffleur“, Tank Destroyer M10. Kommandant dieses Jagdpanzers war Jean Gabin. Einige Tage vor Gabins Antritt, war „Le Souffleur“ aber zerstört worden. Der Panzer wurde 2006 restauriert und im Beisein von Gabins Sohn, Mathias Moncorgé, im August 2007 inauguriert.
  - Tank Destroyer M10 (Jagdpanzer) mit separatem Motor GM G6046D

#### Uniformen
Das Museum zeigt mehr als 500 thematisch geordnete Uniformen (Originale) aus Frankreich (vor 1940 und 1941 bis 1945), Deutschland, Bulgarien, den Vereinigten Staaten von Amerika, Großbritannien und der UdSSR. Neben militärischen Uniformen werden auch paramilitärische Bekleidungen (Sport, Jugendgruppen etc.) gezeigt.

#### Handfeuerwaffen

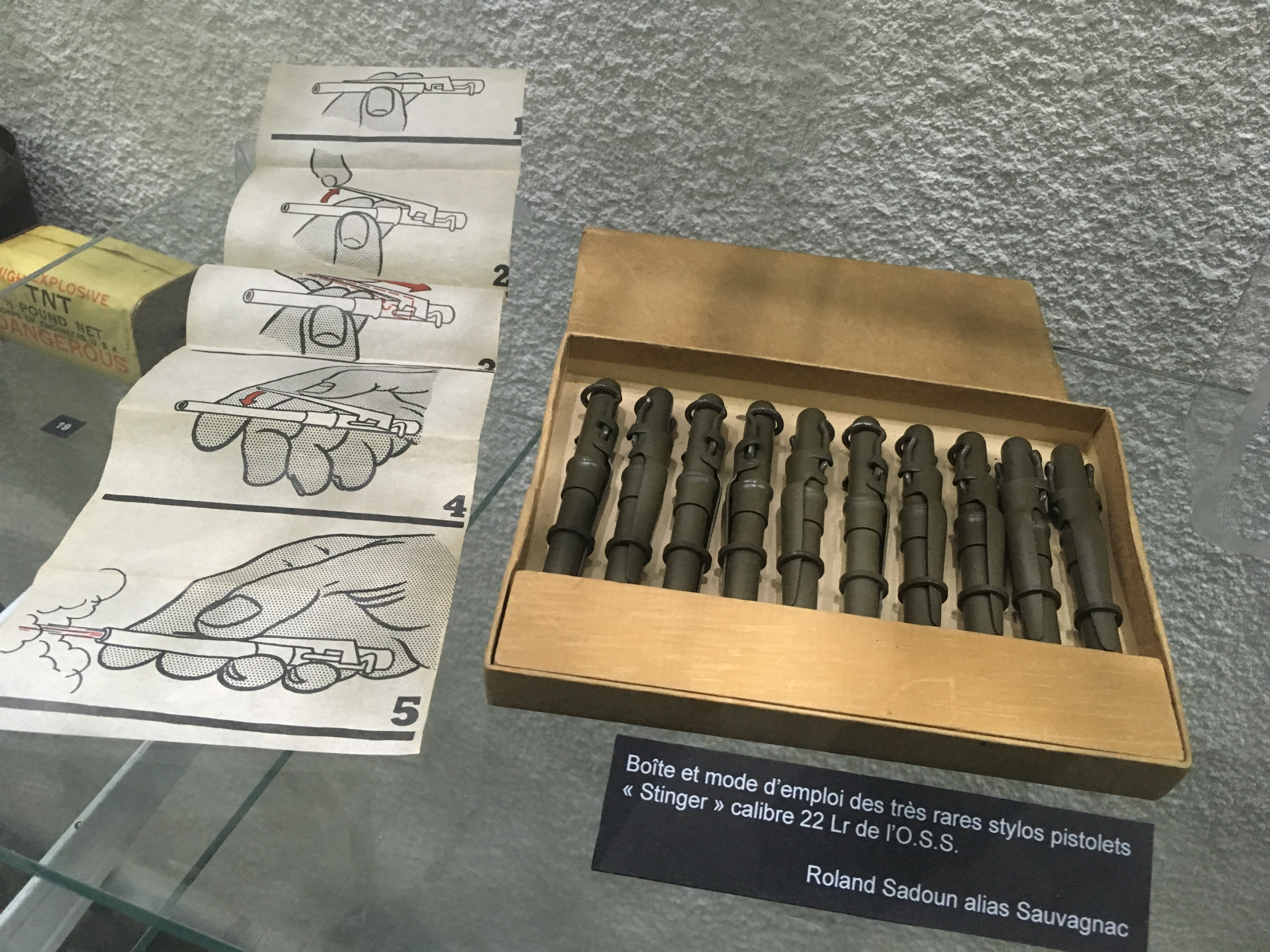
Pistole Stinger

Die Sammlung der Handfeuerwaffen umfasst mehr als 500 Gewehre, Pistolen, Maschinengewehre und Maschinenpistolen der Armeen von Frankreich, Deutschland, Bulgarien, den Vereinigten Staaten von Amerika, Großbritannien und der UdSSR, die in Vitrinen zur Schau gestellt sind.

#### Fotos und Postkarten
Das Museum ist im Besitz einer umfangreichen Sammlung von Fotos und Postkarten aus der Region um La Wantzenau, die vom Beginn des 20. Jahrhunderts stammen. Die Ausstellung dieser Zeitdokumente ist im Aufbau.

#### AusstellungsraumSussex 1944

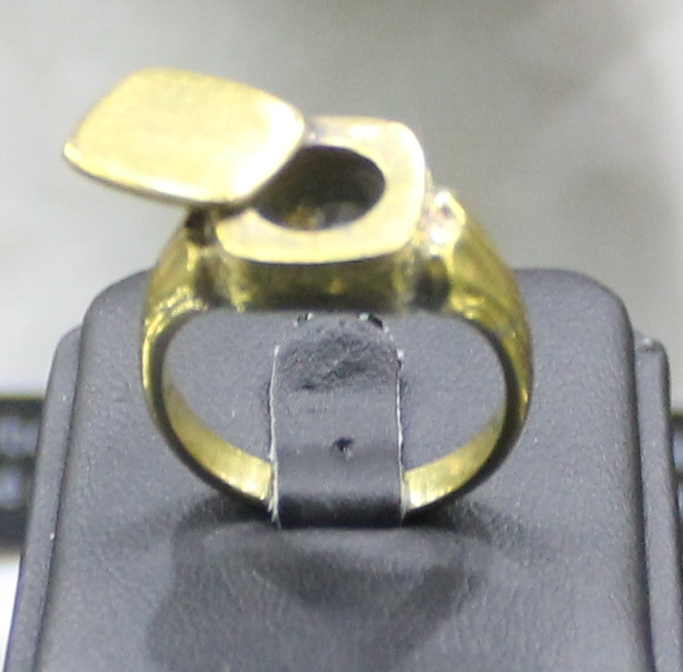
Ring des Sussex-Mitglieds Pierre Verges („Le Teyrac“) mit Behältnis für Zyanidkapsel

Die Sammlung Sussex 1944 ist den 140 Männern und Frauen – Briten, Amerikaner, Franzosen – gewidmet, die an der Operation Sussex teilgenommen haben, und sie zeigt zu den Themenbereichen „Besetzung“, „Mobilisation“, „Instruktion“, „Training“, „Missionen“, „Escadrille“ (Schwadron), „Befreiung“, „Ende der Missionen“ und „DGER“ (Kriegsnachrichtendienst: Direction Générale des Etudes et Recherches) mehr als 500 seltene Dokumente, Fotos und Objekte, darunter auch einmalige Stücke. Die Sammlung ist Eigentum von Dominique Soulier, dem Sohn von Georges Soulier, einem ehemaligen Sussex-Mitglied, der am 2. Juni 1944 während der Mission VIS in Nantes mit dem Fallschirm abgesprungen war. Er war kurz vor der Operation Overlord (6. Juni 1944) nach Frankreich geschickt worden und war verantwortlich, von Blois aus Informationen über die Truppenbewegungen der deutschen Armee in der Loire nach London zu übermitteln.

#### AusstellungsraumSiméon II

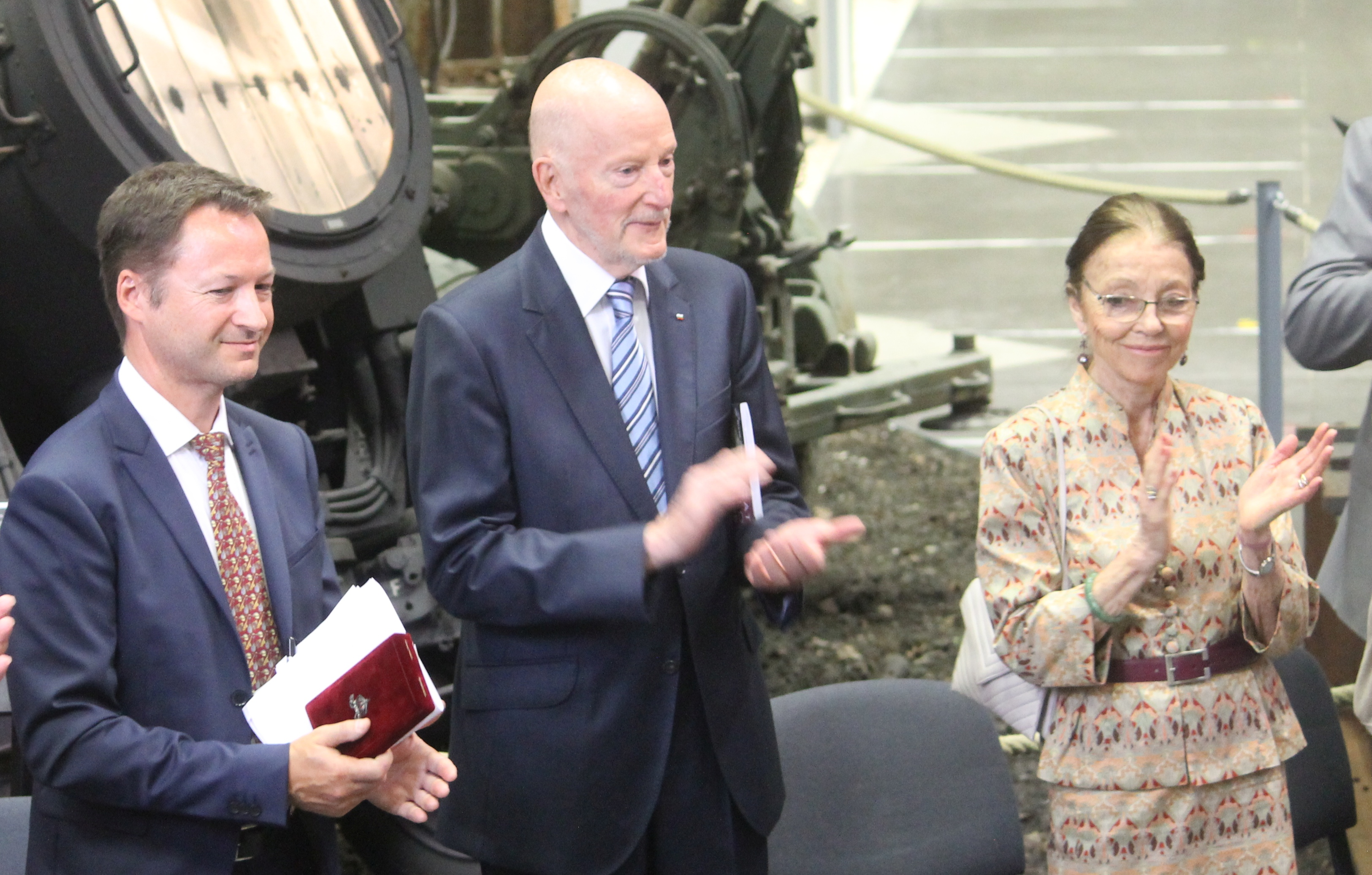
Von links nach rechts:
Éric Kauffmann und Simeon Borissow Sakskoburggotski mit Ehefrau Doña Margarita Gómez-Acebo y Cejuela bei der Einweihung des Salle Siméon II

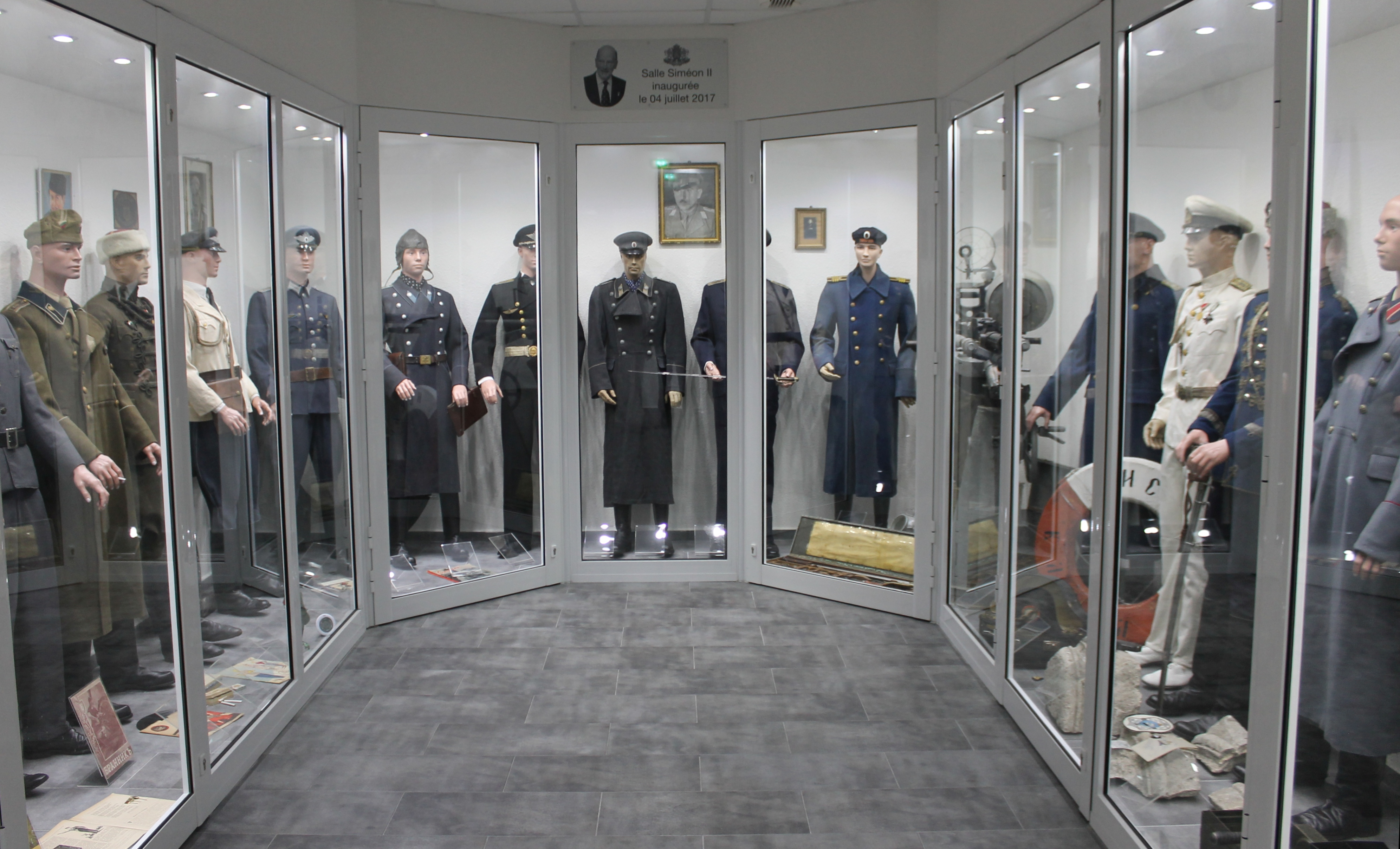
Bulgarische Uniformen im Salle Siméon II

Am 4. Juli 2017 wurde der Ausstellungssaal mit bulgarischen Waffen und Uniformen als Salle Siméon II in Gegenwart von Simeon II. (Simeon Sakskoburggotski) und seiner Frau eingeweiht. Aus diesem Anlass überreichte Simeon Sakskoburggotski Éric Kauffmann einen Orden seines Großvaters, des Zaren Ferdinand I., als Ausstellungsstück.

#### Kino
Das Museum verfügt über ein kleines Kino, in dem kurze Reportagen zum Zweiten Weltkrieg gezeigt werden.

#### Sonderausstellungen
Der MM Park France bietet auch Sonderausstellungen Platz, die in Zusammenhang mit dem Zweiten Weltkrieg stehen.
2017 sind dies zwei Ausstellungen:
- Die Résistance in Frankreich mit speziellem Fokus auf das Elsass.
- Die Deportation von Juden im Elsass während des Zweiten Weltkrieges.

#### Bereich für Aktivitäten
Im Museum enthaltenen ist ein kleiner, überdachter Aktivitätspark mit einem Kletterparcours und zwei Flugsimulatoren.

## Verbindungen

### Association de Sauvegarde du Patrimoine Historique Militaire
Der MM Park France ist in Verbindung zu sehen mit der französischen Association de Sauvegarde du Patrimoine Historique Militaire (ASPHM), der Vereinigung, die die Sammlung von Éric Kauffmann verwaltet.

### MM Bulgaria
In Bulgarien gibt es analog zum MM Park France das Militärmuseum MM Bulgaria. Es liegt 12 km südlich von Varna, hat eine Fläche von 300 m² und ist vom 1. Juni bis zum 31. August geöffnet.

## Bibliographie
- Dominique Soulier: Le Plan Sussex : Opération ultra-secrète tripartite américano-franco-britannique, 1943–1944, Éditions Ronald Hirlé (2009), ISBN 978-2914729772.
- Dominique Soulier: Le Plan Sussex, guerre secrète en France occupée, Histoire et Collections (2013), ISBN 978-2-35250-311-8.